# Pleioceras
Pleioceras és un gènere de fanerògames de la família de les Apocynaceae. Conté cinc espècies. És originari de l'Àfrica tropical.
El gènere va ser descrit per Henri Ernest Baillon i publicat a Bull. Mens. Soc. Linn. Paris 759. 1888.

## Taxonomia
| - Pleioceras afzelii Stapf - Pleioceras barteri Baill. - Pleioceras gilletii Stapf - Pleioceras orientale Vollesen - Pleioceras zenkeri Stapf |